# Průsmyk Ťia-jü
Průsmyk Ťia-jü (čínsky v českém přepisu Ťia-jü kuan, pchin-jinem Jiāyù Guān, znaky zjednodušené 嘉峪关, tradiční 嘉峪關) je jedním ze tří hlavním průsmyků, kterými vede Velká čínská zeď (zbylé jsou Ťü-jung a Šan-chaj). Zdejší pevnost položená na západním konci Kansuského koridoru, k jehož obraně byla postavena, je nejzápadnější pevností Velké čínské zdi. V moderní době je součástí stejnojmenného města Ťia-jü-kuan v provincii Kan-su Čínské lidové republiky.